# Tob
Tob (hebr. טוֹב, LXX Τούβιον) – biblijny region położony na wschód od Jeziora Tyberiadzkiego, w północno-wschodniej części Zajordania, dokąd według Księgi Sędziów zbiegł przed swoimi braćmi Jefte (Sdz 11,3). W czasach króla Dawida aramejscy mieszkańcy Tob w sile dwunastu tysięcy ludzi wspomogli Ammonitów w walce przeciwko Izraelowi (2 Sm 10,6-8). Według 1 Księgi Machabejskiej (1 Mch 5,12nn) w trakcie powstania Machabeuszy Żydzi z Tob byli mordowani i uprowadzani do niewoli przez Seleukidów i zostali oswobodzeni przez wojska Judy Machabeusza.
Identyfikowane jest ze współczesną At-Tajjibą na południowy wschód od Asztarot, pomiędzy Bosrą a Darą. Utożsamia się je z T-b-y wspomnianym w inskrypcji faraona Totmesa III oraz znanym z listów z Amarna Tubu.